# Ratha

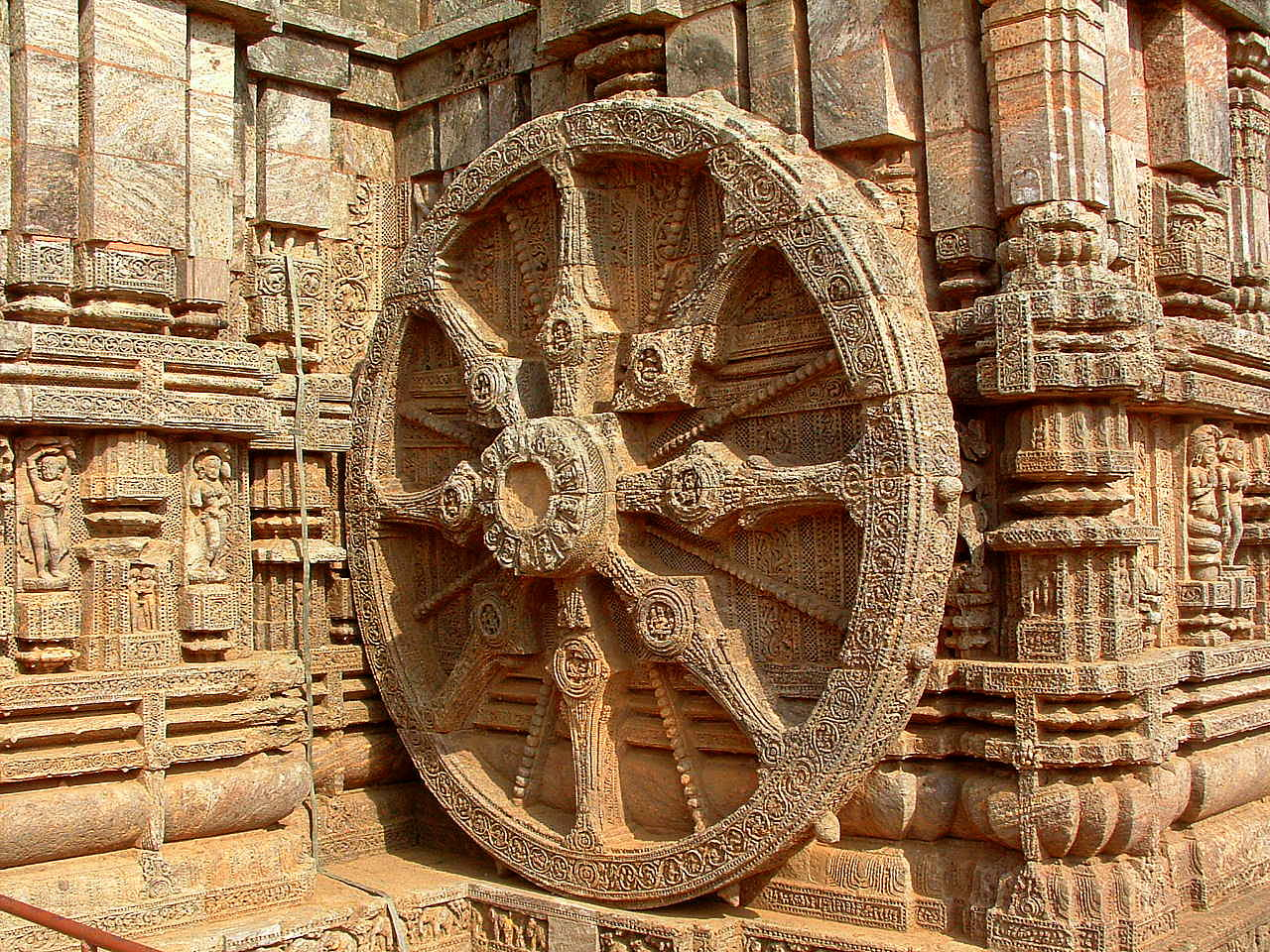
Am gesamten Sonnentempel von Konarak finden sich Wagenräder – der Tempelbau ist somit in seiner Gesamtheit als ein riesiger Wagen (ratha) anzusehen.

Ratha (Sanskrit: रथ ratha [ˈrʌtʰʌ], Avestisch raθa, „Wagen“) ist die Bezeichnung für den indischen Tempelwagen, für frühe südindische Monolith-Tempel in Mahabalipuram und für eine Form des nordindischen Tempelturms, der je nach der Anzahl seiner Vorsprünge (rathas) als Triratha (drei), Pancharatha (fünf) usw. bezeichnet wird. Von dem Wort *rot-o der indogermanischen Ursprache stammen auch das avestische raθa, das lateinische rota und das deutsche Rad ab.

## Vedischer Ursprung

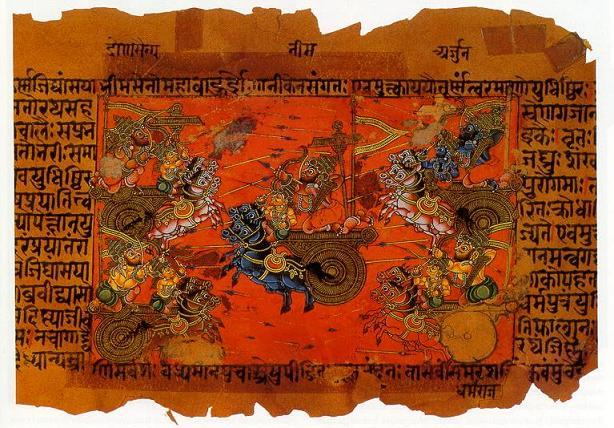
Die im Mahabharata geschilderte große Schlacht von Kurukshetra zwischen den verfeindeten Dynastien der Pandavas und Kauravas. Der Wagenlenker Krishna klein in der Mitte bei den Pferden, dahinter mit Pfeil und Bogen Arjuna. Manuskript vermutlich aus dem 18. Jahrhundert

Der alte indoiranische Begriff ratha bedeutet „Wagen“. Er kommt in den Yashts vor, einer Abteilung von Texten, die in der altiranischen religiösen Textsammlung Avesta enthalten ist. Im zehnten Yasht (pahlavi Mihr-yasht) wird der ursprünglich höchste Himmelsgott Mithra als Sonnen- und Kriegsgott beschrieben, der auf einem von vier Pferden gezogenen Wagen (raθa) fährt. Als Zarathustra im Zoroastrismus die Rolle eines Propheten annahm, wurde er zum ersten Priester (āθravan) und zum ersten Wagenkämpfer (raθaēštar). So hieß zu jener frühen Zeit der Kriegerstand, der sich von den zu Fuß marschierenden Bauern abhob. Er entsprach den indischen Wagenkämpfern, den rathesta.
Zur vedischen Zeit verstand man unter Ratha ein leichtes, schnelles, zweirädriges Fahrzeug mit Speichenrädern aus Holz, das gewöhnlich von Pferden gezogen und für den Einsatz im Krieg als Streitwagen, zur Jagd, für Rennveranstaltungen und für zeremonielle Zwecke verwendet wurde.
Ein weites Thema für die Geschichtswissenschaft ist der Ursprung und das Verbreitungsgebiet der frühen Pferdewagen im asiatischen Raum; die Arbeitsmethoden haben sich in jüngster Zeit von der archäologischen Forschung auf die Analyse der überlieferten indoiranischen Texte verlagert. Die ältesten archäologischen Nachweise waren Pferdewagen als Grabbeigaben in Zentralasien um 2000 v. Chr., aus derselben Zeit sind Karren mit Speichenrädern aus dem Zweistromland bekannt. Auf einem altsyrischen Siegel ist ein Kampfwagen mit zwei Pferden, einem Wagenlenker und einem hinter diesem stehenden weiteren Mann abgebildet. In Zentralindien gefundene Felszeichnungen mit erzählenden Darstellungen von Pferdewagen werden in das 1. Jahrtausend v. Chr. datiert.
Wie die Indo-Arier in den indischen Raum einwanderten, wird in den vedischen Texten nicht direkt erwähnt. Sie kamen im 2. Jahrtausend v. Chr. aus dem Norden als Krieger und nomadisierende Rinderhirten und hatten als Hauptwaffe schnelle, von Pferden gezogene Wagen, die in den Veden an zahlreichen Stellen als Rathas erwähnt werden. Bereits die ältere Industalkultur, in deren Gebiet die Arier einwanderten, muss, wie Funde von Spielzeugwagen zeigen, Pferdekarren besessen haben. Aus der Zeit der Maurya-Dynastie ab 320 v. Chr. in Nordindien wurden ebenfalls verschiedene Modelle von Transportkarren ausgegraben. Die frühesten realistischen Wagendarstellungen finden sich an den Toren (Toranas) der steinernen Umgangszäune am Sanchi-Stupa und an den buddhistischen Höhlentempeln (Chaitya) von Bhaja aus dem 2. Jahrhundert v. Chr. Aus dieser Zeit gibt es keine schriftlichen Quellen, die von buddhistischen Bildhauern als Inspirationsquelle verwendeten Jatakas geben keine Detailbeschreibungen zu den Rathas. Felszeichnungen in Chilas am oberen Indus in Nordpakistan aus dem 1. Jahrhundert n. Chr. zeigen ausnahmsweise, den Wegverhältnissen im Gebirge angemessen, nur wenige Pferdewagen. Dort wurden häufiger Pferde und Reiter abgebildet, auf die es in den Veden nur wenige Hinweise gibt.
Als es im Jahr 326 v. Chr. zur großen Schlacht zwischen der Armee Alexanders und den indischen Truppen kam, bestand die Armee von König Poros traditionsgemäß aus den vier Abteilungen (caturanga): Kavallerie, Infanterie, Elefanten und Pferdewagen, die mit einem Wagenlenker und einem Schützen, beide stehend, bemannt waren. Die Elefanten waren zu Anfang noch wirkungsvoll, dafür blieben die Pferdewagen schon bald im Schlamm stecken. Dennoch wurden sie, zumindest teilweise, in den Armeen der Maurya-Könige weiter verwendet.
Die indischen Epen Mahabharata und Ramayana stellen Rathas als kostbare Fahrzeuge dar, mit denen die Helden ihre Schlachten kämpften. Zeigten die Abbildungen aus dem Zweistromland allgemein zwei vor den Karren gespannte Pferde, so werden hier im Überschwang vier Pferde und drei Wagenlenker an Wagen mit enormen Proportionen und fantastischer Ausgestaltung beschrieben. Die beiden mittleren Pferde wurden von einem Mann geführt, die anderen Pferde waren an den äußeren Enden der Achse angebunden und bedurften jeweils eines weiteren Lenkers. Möglicherweise handelte es sich dabei nur um die größten der eingesetzten Wagen. Das Arthashastra, ein Lehrbuch der altindischen Kriegskunst, das kurz nach Alexanders Indienfeldzug verfasst wurde, macht genaue Größenangaben zu den Vehikeln und schildert ihren furchteinflößenden Effekt auf das Kampfgeschehen. Die Bauweise der Kampfwagen bestand, praktisch gesagt, aus einem Holzrahmen, der durch Rindslederriemen zusammengebunden war, darauf befand sich eine flache Plattform, ganz oder teilweise umgeben von einem Geländer. Militärisch eingesetzte Rathas waren um das 8. Jahrhundert verschwunden.

### Vergöttlichung des Ratha
Die vedischen Kriegswagen standen nur Königen und adligen Kriegern mit ihren Begleitern aus Bogenschützen zu, als „Wächter des Wagens“ war zu beiden Seiten je ein jüngerer Krieger positioniert, der aber denselben Rang besaß. Der soziale Status der Wagenlenker war ebenfalls hoch, aber eine Stufe unterhalb. Gemäß den Epen befanden sich die Wagen inmitten der Armee, von mehreren Elefanten umgeben und streng bewacht. Die Fahrzeuge selbst galten als wertvoll und heilig und waren ein Symbol der Königswürde. Mit den Kriegswagen verbreitete sich auch deren Kult. Das Sonnenrad Swastika ist ein Glückssymbol.

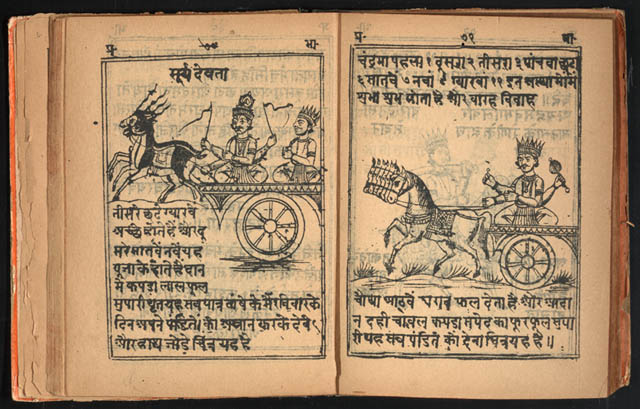
Abb. rechts: Surya auf dem Sonnenwagen mit sieben Pferden, in zwei seiner vier Hände trägt er die Attribute Keule (gada) und Schneckenhorn (shankha). Abb. links: Der Windgott Vayu als Lenker auf seinem Luftfahrzeug (vayu-ratha), das von zwei Antilopen, Symbole für Luft und Lebenshauch, gezogen wird. Vayu hält zwei Flaggen in den Händen als Zeichen für Wind. Dahinter üblicherweise Agni, der vedische Feuergott und oberste Opferpriester. – Pandita Vamadhara: Indrajalakala. Meerut, UP 1884

Ab den ältesten Ritualtexten in den Veden gibt es die Ashvins als göttliches Zwillingspaar, pferdeköpfig dargestellte Halbgötter oder Himmelssöhne, deren Name und Kult mit Pferden und Heilkraft, besonders dem heiligen Getränk Soma verbunden ist. Das Ritual der Soma-Pressung wurde in den frühen Morgenstunden durchgeführt, damit die beiden Ashvins auf ihrem Pferdewagen herbeigerufen würden. Vor der aufgehenden Sonne fahren sie über den Himmel daher. Es ist die Verehrung der Morgenröte, die Ashvins wurden auch im Morgenstern und Abendstern gesehen. Wichtiger sind die beiden als vergöttlichte Zwei-Mann-Wagenbesatzung, denn sie waren als in den Hymnen besungene Nothelfer auf ihrem Wagen jederzeit rasch zur Stelle. Als vergöttlichte Zwillingskönige bilden sie eine Analogie zum auf dem Wagen stehenden König und seinem königlichen Priester, der diesen Wagen lenkt. In zahlreichen Mythen im europäischen und asiatischen Raum finden sich Wesensverwandte der Ashvins: göttliche Zwillinge, zwei Pferde und ein Sonnenwagen, der über den Himmel rollt, haben ihren Ursprung in Sumer. Gemäß dem Rigveda umkreisen die Ashvins Himmel und Erde in einem Tag, genauso wie Surya auf seinem Sonnenwagen, nur wird letzterer von sieben Pferden gezogen. Surya kann auch der Wagenlenker der Ashvins sein. Oder es verliebt sich Surya in der weiblichen Form als Tochter der Sonne in die beiden und sie ziehen so über den Himmel.
In der vedischen Frühzeit gab es neben Surya weitere Sonnen- oder Himmelsgötter: Mitra hatte eine achämenidische Entsprechung und war Namensgeber für den römischen Sonnengott Mithras. Der vedische Mitra bewachte, ebenso wie der Hüter der westlichen Welt Varuna, die kosmische Ordnung und den göttlichen Schwur. Beide gelten auch als Ebenbilder der Ashvins und verkörpern dann hell und dunkel, Sonne und Mond. Die eine Sonne kann Licht und Dunkelheit abwechselnd sein. Als Bezeichnung für Tag wird an dieser Stelle des Rigveda arjuna („hell“) und für Nacht krishna („dunkel“) gebraucht. So heißen auch der göttliche Wagenlenker der berühmtesten indischen Schlacht und der tapferste Kämpfer, Krishna und Arjuna.

### Opferzeremonien
Im Zentrum vedischer Opferzeremonien stand der Altar, meist als Feueraltar. In den Shulbasutras, einem Anhang der Veden, wird der Bauplan für den Altar (Mahavedi) ausgehend von Längenfestlegungen einzelner Wagenteile vorgegeben. Der Wagen der Götter musste hierzu als Metapher für Opfer im Allgemeinen verstanden worden sein, damit umgekehrt der nach Osten gerichtete Altar den Wagen repräsentieren konnte. Zum Ritual des Vajapeya-Opfers, bei dem jährlich im Herbst die Sonne um Kraft und Nahrung für die neue Jahreszeit gebeten wurde, gehörte ein Wagenrennen, eine heilige Zeremonie. Zuvor wurden die Pferde gebadet, es wurden heilige Schriften rezitiert oder gesungen, abschließend erhielt der Priester einen Topf mit Honig, Lieblingsnahrung der Ashvins, die Wagenlenker konsumierten viel vom alkoholischen Sura, einem Getränk, das ebenfalls mit den Ashvins in Beziehung steht (eine Art Sura war durch Honig fermentierte Milch).

### Wiederholung und Reisen
Der Komponist einer religiösen Hymne ist wie der Handwerker, der den Wagen baut. Zahlreiche Stellen im Rigveda beschreiben die Kreativität einer der Tätigkeiten mit dem poetischen Bild der anderen. Alle Götter des Rigveda haben den ihren Eigenschaften entsprechenden eigenen Wagen. Indra benutzt einen Wagen, als er seinen Widersacher, den dreiköpfigen Dämon Vritri mit seinem Donnerkeil umbringt. Es ist das beherrschende Thema der vedischen Mythologie und bewirkt im Ergebnis eine Neuerschaffung der Welt. Sein am Kampfgeschehen beteiligter Wagen wird dabei mit dem Aggressionsinstrument gleichgesetzt.
Wichtigste Metapher für den Ratha ist seine leichte Beweglichkeit, der leichteste ist der windgetriebene Vayu-Ratha des Windgottes Vayu, er verkörpert die sich geräuschvoll ewig bewegende Luft. Das Bild des Wagenfahrens wird zur Idee der Reise über die Zeit hinaus. Das individuelle Selbst (Atman) findet seine Erlösung in der Erkenntnis, dass Atman der Eigentümer des Wagens und der eigene Körper der Wagen ist, mit der Ursache von allem, die im Wagenlenker (Vishnu) personifiziert ist. Dessen Gedanken sind die Zügel.

## Rathas als Tempelwagen

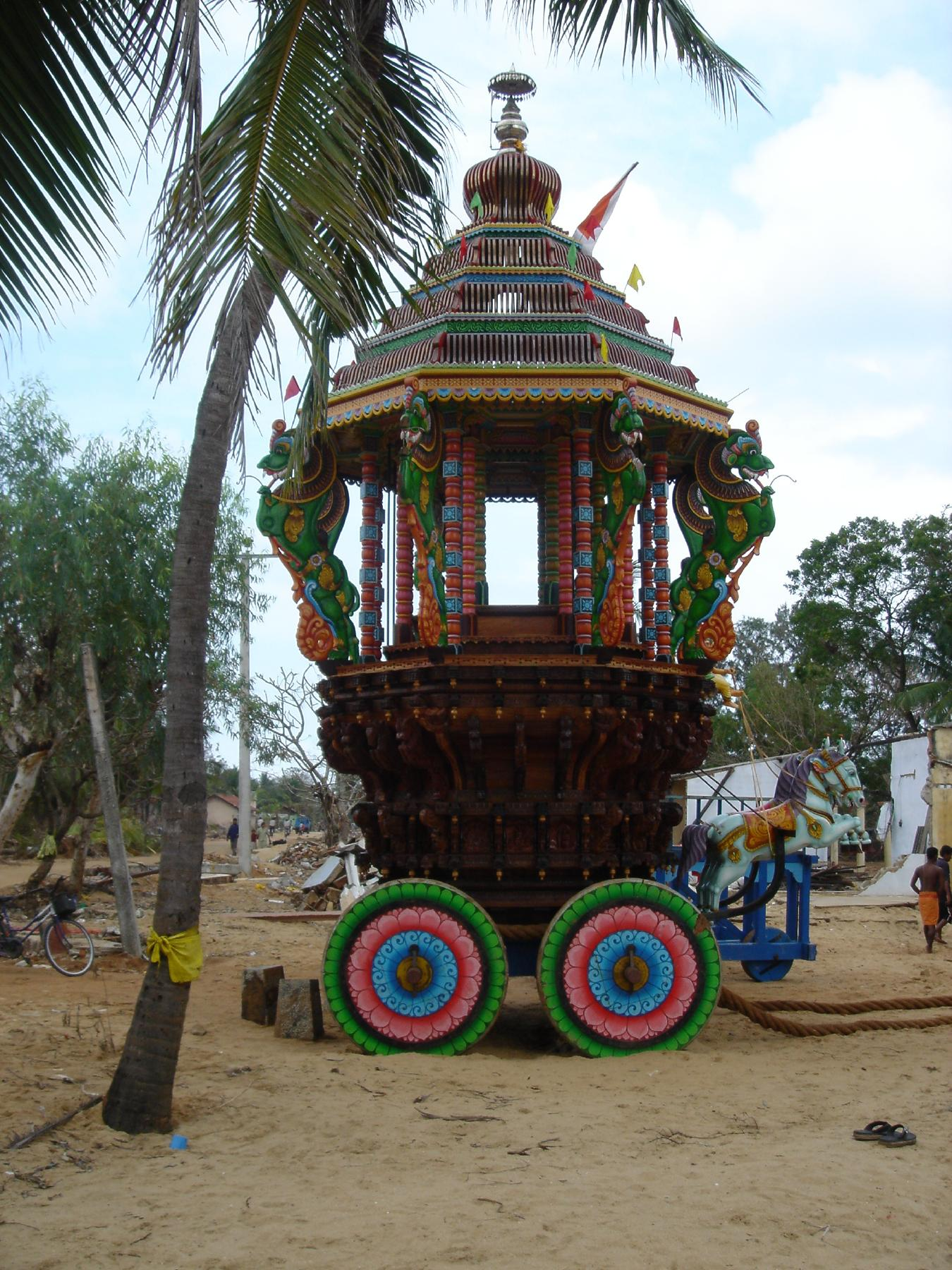
Ratha eines tamilischen Tempels in Sri Lanka

Neujahrsfeste sind die wichtigsten Opferrituale. Ein vedisches Feueropfer zur Verehrung der Sonne in heutiger Form ist Ratha Saptami. Gläubige baden vor Sonnenaufgang mit einer Lampe auf dem Kopf. Anschließend wird für Surya im Hof vor dem Haus das Bild des Sonnenwagens mit sieben Pferden in Form eines Rangoli mit Farbpulver auf den Boden gezeichnet. In der Mitte wird Kuhdung verbrannt, der Dampf gekochter Milch soll die Sonne erreichen. Wenn Surya im Wagen seine Reise fortsetzt, hat die neue Jahreszeit begonnen.
Die vedischen Götterfahrzeuge werden zur unermesslichen Größe gesteigert, wenn sie, detailgetreu in Holz in der Stiltradition von Steintempeln nachgebaut, plötzlich zu rollen beginnen. In diesen Rathas wird die aus dem Tempel geholte Götterfigur in einem jährlichen Wagenfest einmal durch die Stadt gezogen – der Gott bestätigt die Schöpfung seiner Welt – und kehrt abschließend wieder zurück. Solche Prozessionen werden vor allem in den südlichen Bundesstaaten Tamil Nadu und Kerala, in Orissa und auch im Kathmandu-Tal veranstaltet.
Die „Pilgerreise des Wagens“ lautet übersetzt ein Ratha Yatra. Eines der größten dieser Pilgerfeste ist das Tempelfest, das jedes Jahr im Juni–Juli vor dem Jagannath-Tempel in Puri stattfindet. Jagannath ist „Herr des Universums“ und auch eine Form Krishnas, aus dessen Mythologie einer der Anlässe für das Fest stammt. Die Kultbilder von Jagannath, seinem Bruder Balbhadra und seiner Schwester Subhadra werden in drei Prozessionswagen von mehreren tausend Menschen in das drei Kilometer entfernte Gundicha Mandir gezogen, verbleiben dort für sieben Tage in einer Art Sommerresidenz, bis sie wieder zurückgebracht werden. Die Tempelwagen in Puri werden jedes Jahr in zweimonatiger Arbeit neu gebaut, am Ende der 15-tägigen Veranstaltung werden sie in ihre Einzelteile zerlegt und als Reliquien von den Gläubigen mitgenommen. Anderswo im Land werden den Rathas am Ende nur die Stoffbekleidungen abgenommen, sie erhalten Unterschlupf in einer Halle oder bleiben im Freien stehen.

### Bauform und Bedeutung der Tempelwagen

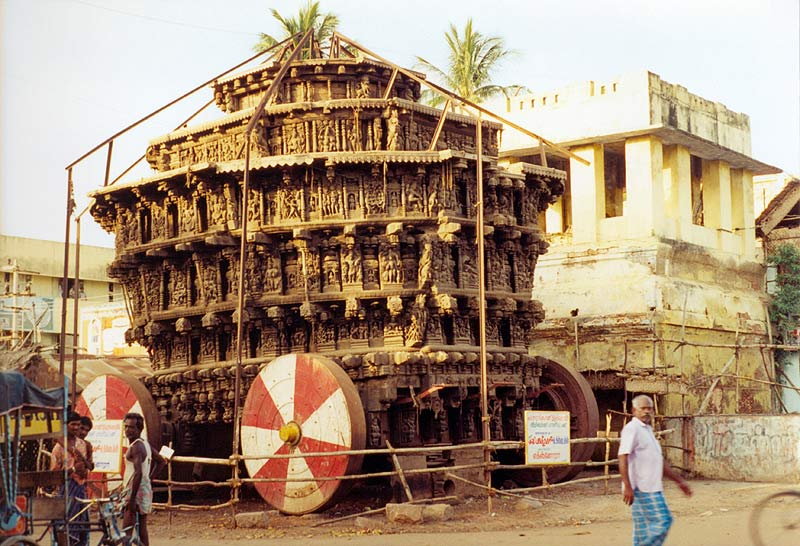
Schwerer massiver Ratha aus kunstvoll beschnitzten und zusammengefügten Holzbalken

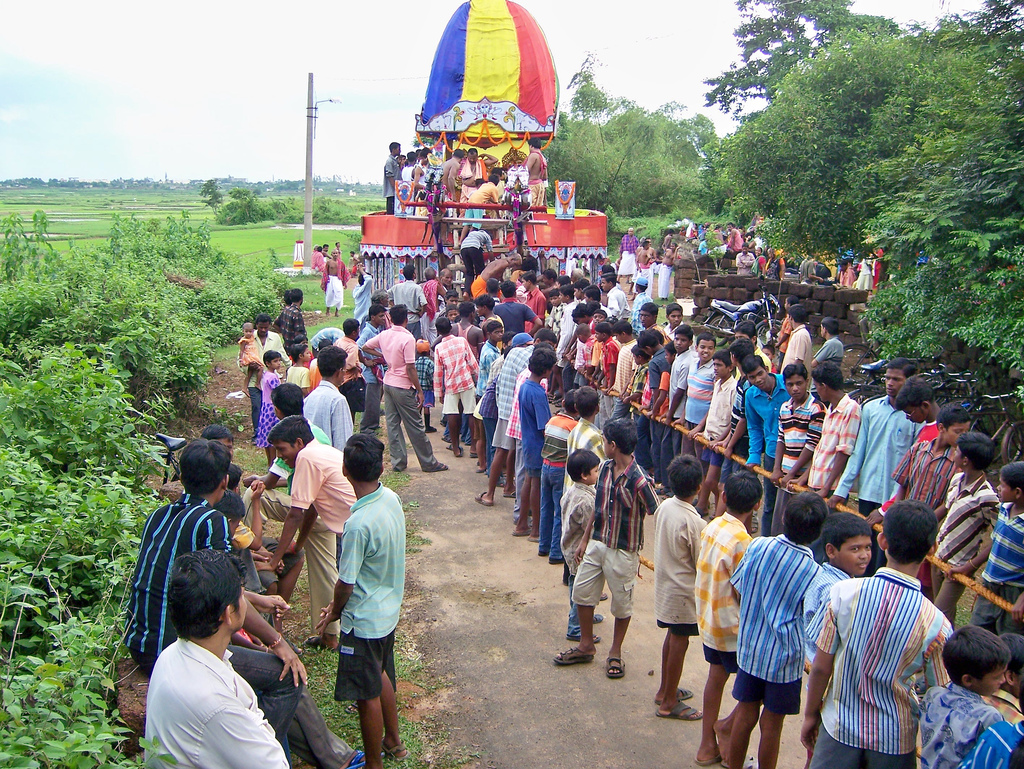
Kleine Prozession. Dieser Tempelwagen wird an zwei Seilen gezogen. Bei Wagenfesten in Tamil Nadu und Puri, Orissa ziehen an vier Seilen mehrere tausend Menschen.

Ein hölzerner Ratha in Tamil Nadu kann über 20 Tonnen wiegen, bei manchen wird das Gewicht auf 8 Achsen verteilt. Die Höhe der Wagen in Puri beträgt rund 13 Meter, die Stockwerksgliederung ähnelt einem Tempelturm. Die Aufbauten in Puri werden mit bunten Stoffen von einem Kilometer Gesamtlänge behängt und bilden die äußere Hülle. Entscheidend für die Wirkung der Fahrzeuge ist die Holzkonstruktion, die als Blockbau oder Fachwerkrahmen ohne Diagonalstreben erstellt wurde und sich deshalb beim Transport zu den Seiten bewegt und windet und den Eindruck eines bedrohlichen Riesentiers vermittelt. Diese Wirkung wird noch durch die auf ihren Starrachsen rutschenden und einknickenden Holzscheibenräder verstärkt, die zu ruckartigen Bewegungen führen.
Die Prozession findet in einer Zeit des Übergangs statt; solange die Götterfigur außerhalb ihres Tempels ist, befindet sich die Welt so in Unordnung, wie der Ratha im Ungleichgewicht. Es ist die periodisch notwendige Wiederholung des uranfänglichen Chaos, wobei danach durch Rückgabe der Figur in den Tempel die Ordnung wiederhergestellt wird und das Leben weitergehen kann. Die Situation des Ausnahmezustands wird bei großen Festivals durch die Menschenmassen und lautstarken Musikkapellen zwangsläufig verstärkt. Der Anblick der wandernden Tempelungetüme führt zurück in die mythische Vorzeit, als die Elefanten und sogar die Berge noch Flügel hatten, bis sie ihnen von Indra in seiner ersten weltordnenden Tat abgeschnitten wurden. (Auch die Pferde schweiften einst ziellos mit ihren Flügeln über den Himmel. Auf Indras Anordnung wurden ihnen die Flügel mit einem Pfeil abgeschossen, ansonsten hätten sie sich nie für das Ziehen der Kampfwagen eignen können.)
Auch außerhalb des indischen Kulturkreises gehören Wagen-Prozessionen zum Bestand von Ritualen, in denen zur Erneuerung der Welt die Ordnung vorübergehend ausgesetzt ist. Die daoistische Fischergöttin Mazu (Tin Hau) wird alljährlich zu ihrem Geburtstag vor allem in Taiwan aus ihren Tempeln geholt und mit bunten Tempelwagen und Sänften durch die Straßen gefahren. Für Chaos sorgen hier zusätzlich Feuerwerkskörper.

## Steinerne Rathas ohne Räder
In einer gegenüber den Prozessionswagen umgekehrten Analogie wurden an der Ostküste südlich Chennai Tempelbauten aus einem Granitfelsen herausgemeißelt, die möglicherweise Bauformen aus Holz und Lehm in ein dauerhaftes Material übertragen sollten. Es ist eine abgesonderte Gruppe von fünf Tempeln aus dem 7. Jahrhundert im Süden des Ortes Mahabalipuram, die Pancha Pandava Ratha („fünf Wagen der Pandavas“) genannt wird. Die Miniaturtempel waren als Modelle für künftig zu bauende Kultbauten gedacht. Erstmals wurden in Südindien (von den Pallavas) freistehende Tempel gebaut. Die Bezeichnung als Ratha macht nur insofern Sinn, als dass vier dieser Bauten in einer Reihe wie Prozessionswagen aufgestellt sind.

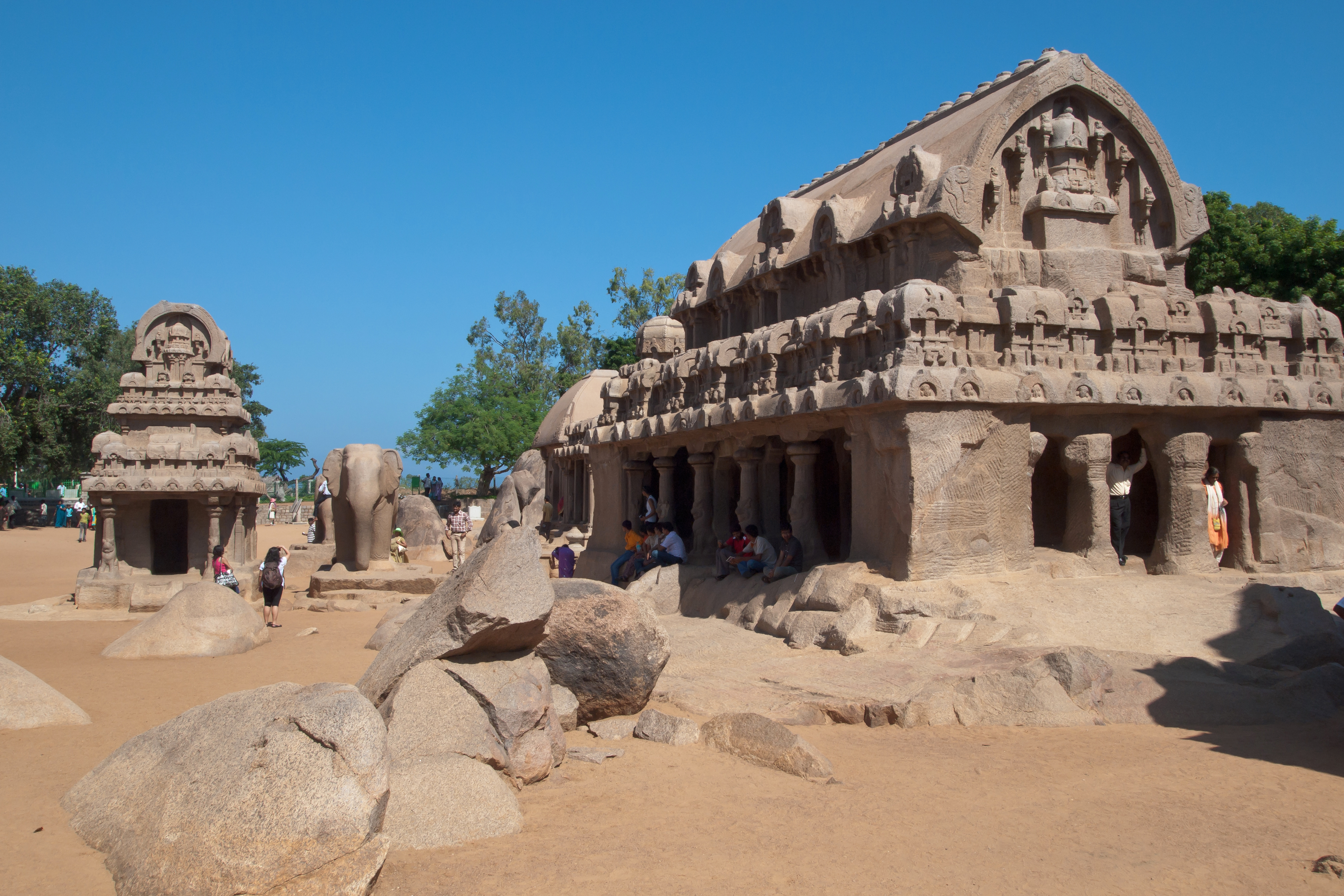
Miniaturfelstempel in Mahabalipuram. Reihe von vier der fünf Rathas. Von links: Dharmaraja-Ratha, Bhima-Ratha, Arjuna-Ratha und hinten der kleine Draupadi-Ratha. Am unteren Ende jeder Säule ist ein Löwengreif (yali oder vyala), ein Fabeltier mit Schutzfunktion. Ihr Gesicht wurde später als kirtimukha („Ruhmesantlitz“) zu einem der häufigsten Schmuckmotive an Tempeln.

Alle stehen fest auf profilierten Felssockeln (pitha). Nachgeahmt wird beim Draupadi-Ratha das einfache quadratische Bauernhaus aus den südindischen Bergen mit vierseitig gekrümmten Dachschalen, die an der Spitze zusammenlaufen. Die Gesamtform findet sich in Miniaturdarstellung als kuta-Typ an südindischen Tempeltürmen wiederholt. Auf derselben Plattform steht der Arjuna-Ratha mit den Grundmaßen 9 × 10 Meter, die längere Seite bildet einen kleinen Vorbau am Eingang, ansonsten quadratisch mit zweigeschossigem Tempelturm, das Dach ist durch Miniaturtempelchen mit Tonnendächern (kuta) gegliedert. Es ist die Grundform des südindischen Tempeldachs Vimana, ein Begriff, der auch Götterfahrzeug bedeutet.
Auf eigener Plattform folgt daneben der langgestreckte, 16 × 8 Meter große Bhima-Ratha mit spitz zulaufendem Tonnendach, das einem umgedrehten Bootsrumpf ähnelt. Diese lange südindische Dachform heißt Vesara. Das Dach war zu schwer, als dass der Unterbau hätte ausgehöhlt werden können. Es wurden äußere Säulenreihen herausgearbeitet – fünf Säulen auf jeder Längsseite, deren untere Hälfte von sitzenden Löwen gebildet wird, der Fels im Innern wurde nicht abgetragen. Diese Dachform wurde im Tempelbau nicht weiter verwendet, da sie nicht auf einen zentralen Kultraum hinwies, sie diente aber als Vorlage für alle späteren Tortürme (gopuram) des südindischen Tempelgevierts, die, egal wie hoch sie sind, an ihrer Spitze ein Tonnendach tragen.
In dieser Reihe fehlt noch der Dharmaraja-Ratha, ein anderer Name („königliches Gesetz“) für Yudhishthira, den ältesten der fünf Pandavas. Es ist ein quadratischer vergrößerter Arjuna-Ratha und der mit seinem dreigeschossigen Dachaufbau schönste und von der Bauform brauchbarste der Tempel. Das Quadrat ist eine absolute Form, die den kosmischen Plan am besten abbildet. Zentraler Dachabschluss bildet mit dem Stupika das symbolische Himmelsgewölbe.
Der seitlich von dieser Reihe gelegene Sahadeva-Ratha ist eine seltsame Kombination aus den beiden Dachformen Vimana mit Stockwerksgliederung und Vesara-Tonnendach und dazu mit aus frühbuddhistischen Höhlentempeln (Chaitya) abgeleiteter runder Apsis. Kurzum, es war ein ungeeigneter Versuch, einen Hallenbau für den hinduistischen Kult verwenden zu wollen, der einen auf ein kultisches Zentrum hin gerichteten Grundplan besitzen muss.
Westlich von Mamallapuram stehen zwei weitere steinerne Rathas: Pidari Ratha und Valian Kuttai Ratha. Die Rathas von Mamallapuram sind Bestandteil der Weltkulturerbestätte „Tempelbezirk von Mahabalipuram“.

## Tempelbauten als Rathas
An vielen Steintempeln finden sich Rathas in Reliefs dargestellt, einer Lust zur bildhauerischen Gestaltung ist es wohl zu verdanken, dass in Südindien ganze Tempel entgegen den Gesetzen der Schwerkraft als rollende Tempelwagen in Stein gemeißelt wurden. Unter der Chola-Dynastie wuchsen die südindischen Tempelanlagen, indem Vorhallen (mandapas) für verschiedene Zwecke hinzugefügt wurden und durch weitere Umfassungsmauern neue Innenhöfe und ganze Tempelstädte entstanden. Die Gopurams erreichten ihre bis dahin größten Höhen und wurden zur Verkörperung des Weltenbergs Meru. In den Tempeltürmen (Vimanas) wurde der Kultraum in Miniaturform nach oben kleiner werdend mehrfach wiederholt – vorstellbar als ein Ausbruch in die Höhe. Für die Tempel standen praktisch unbeschränkte finanzielle Mittel zur Verfügung, die Höhe der Bauten wurde allein durch die technischen Möglichkeiten begrenzt. Vielleicht sollte diese Grenze mittels der steinernen Räder überwunden werden, so ähnlich wie bei dem Versuch, den Bergen wieder Flügel anzuheften.
Etwa 30 Kilometer von Chidambaram entfernt liegt der kleine Ort Kadambur. Der dortige Amritaghateswarar-Tempel ist ein Shiva-Tempel der späten Chola-Dynastie vom Anfang des 12. Jahrhunderts. Zu beiden Seiten der Vorhalle befinden sich – in eher zurückhaltender Symbolik – an der hohen Sockelzone jeweils ein Speichenrad und ein Richtung Osten springendes Pferd.
In der am Ufer der Kaveri gelegenen Stadt Kumbakonam, 40 Kilometer nordöstlich von Thanjavur, steht der Sarangapani-Tempel aus derselben Zeit. Die Seiten des Hauptbaus sind als vierrädriger Tempelwagen gestaltet, der zu jeder Seite von einem Elefanten gezogen wird. Reliefs im Innern zeigen Vishnu, wie er im Himmelswagen herabfährt. In dem nahegelegenen Tempelteich (allg. Tirtham, dieser Mahamagam) fließen alle 12 Jahre die heiligen indischen Flüsse zusammen und Hunderttausende von Pilgern kommen für ein rituelles Bad. Das Shiva-Bildnis des Kumbheshwarar-Tempels wird mit einer großen Prozession in einem silbernen Wagen zu diesem Wasserbecken gefahren.

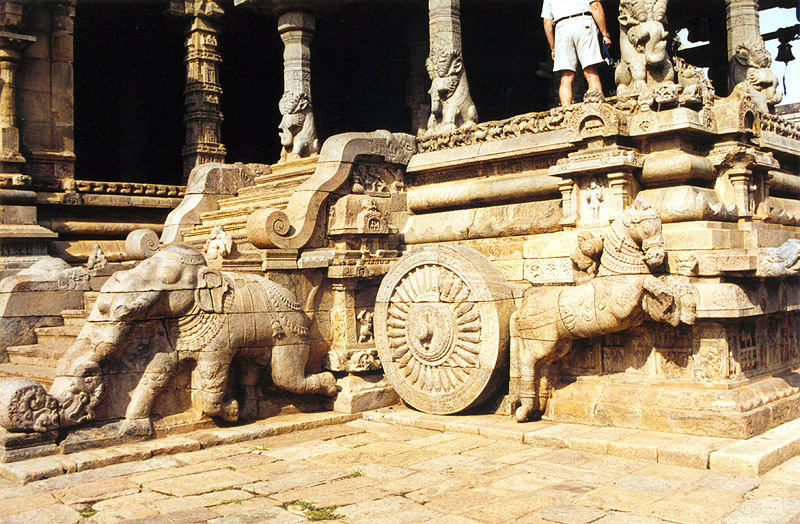
Brihadisvara-Tempel, Thanjavur. Einachsiger Pferdewagen am Mandapa-Vorbau

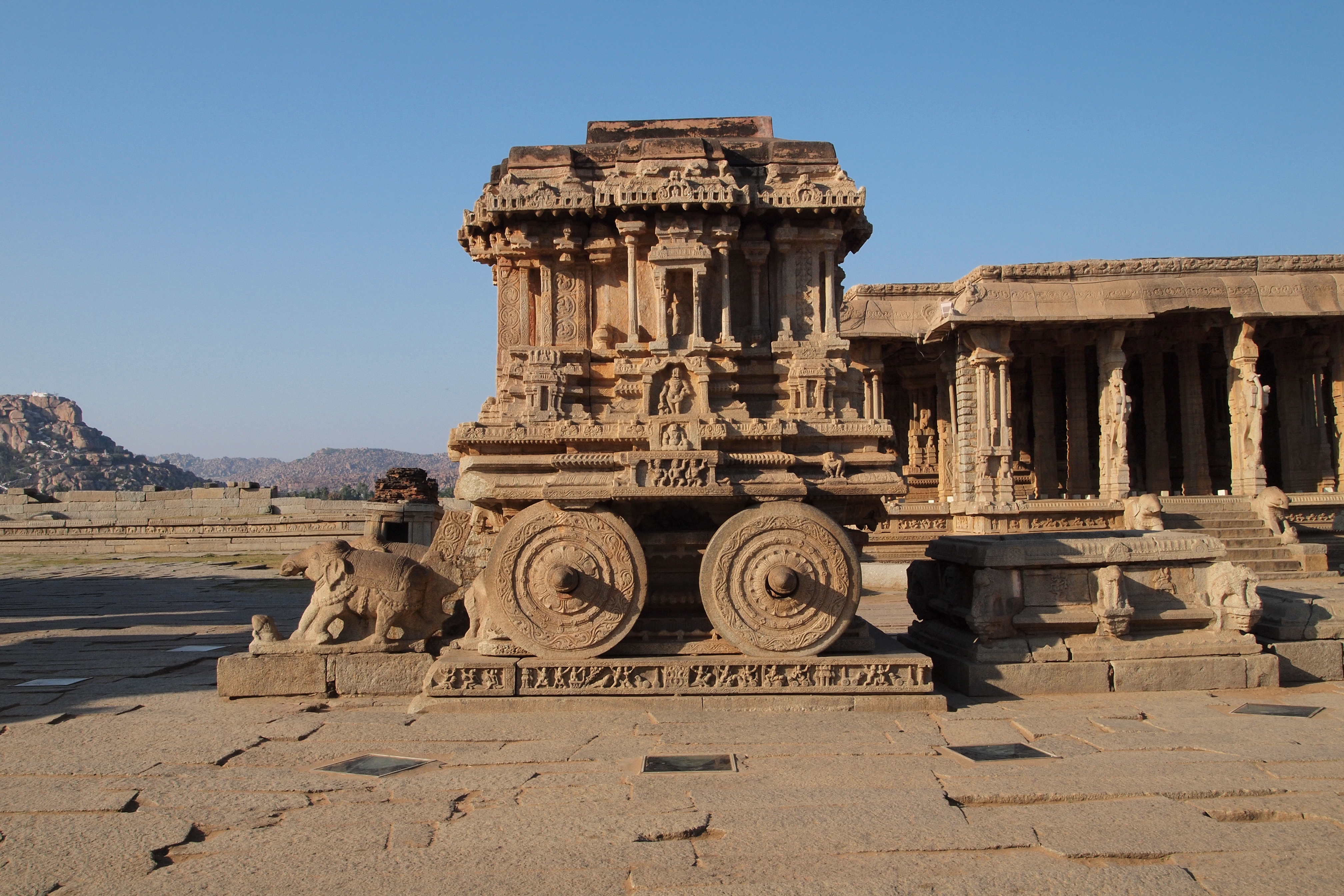
Vitthala-Tempel, Vijayanagara. Garuda-Schrein als Ratha

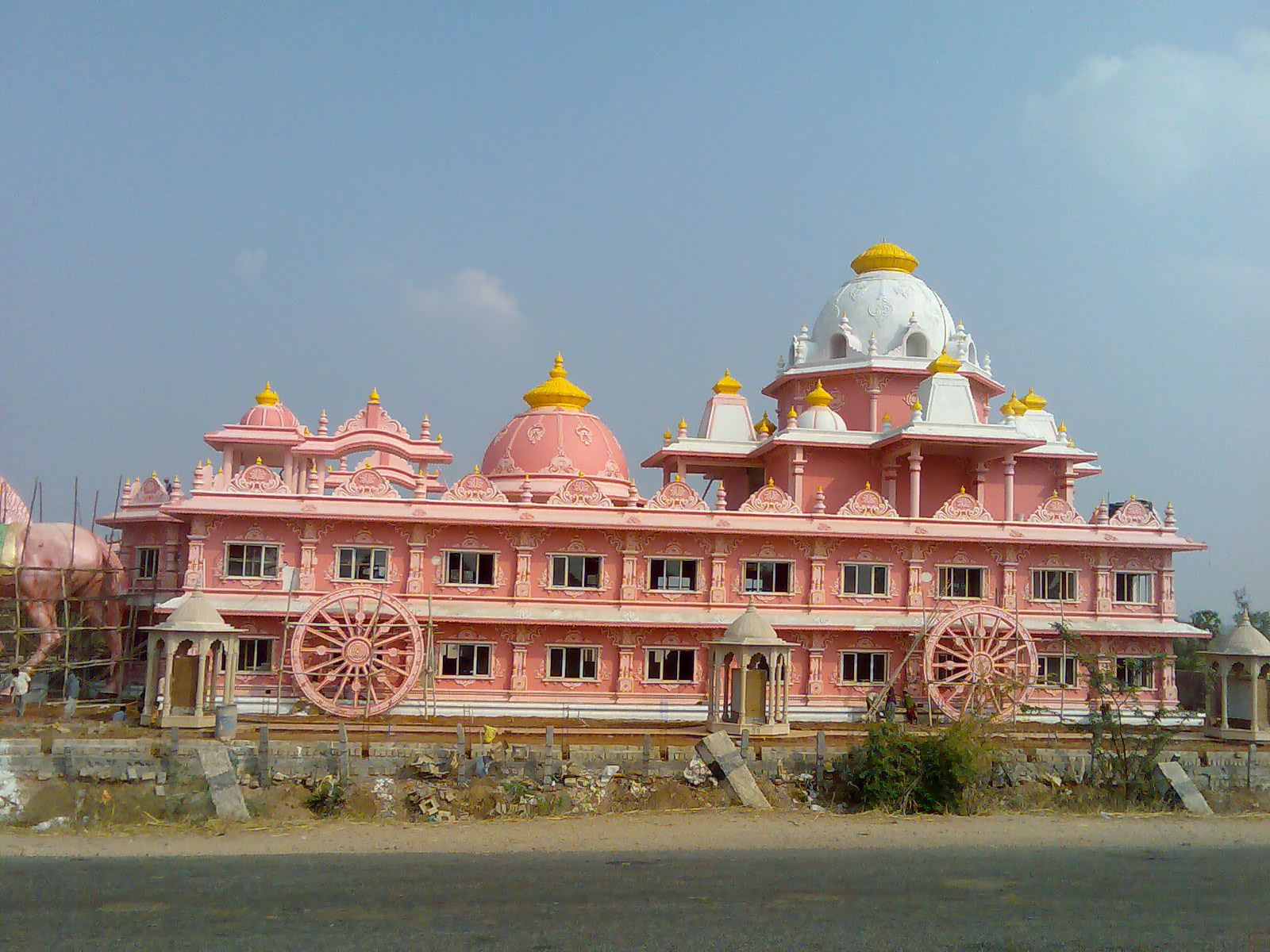
ISKCON-Tempel bei Anantapur (Ende 20. Jh.)

Im Verhältnis zum riesigen Vimana des Brihadisvara-Tempels in der ehemaligen Chola-Hauptstadt Thanjavur wirkt der einachsige Pferdekarren an einem seiner Mandapa-Vorbauten wie zu einem Schmuckmotiv degradiert, entsprechend sind wohl auch die Elefanten daneben an den Seiten eines Treppenaufgangs gedacht. Es war mit 61 Metern der höchste Tempelturm seiner Zeit, allein der Abschlussstein, eine sogenannte ‚Schirmkuppel‘ (stupika), der über eine spiralig angelegte Erdschüttung nach oben gebracht werden musste, wiegt 80 Tonnen. An einen rollenden Tempel ist hier nicht zu denken.
Fünf Kilometer südlich von Kumbakonam im Ort Darasuram ist mit dem Airavateshvara-Tempel einer der äußerst seltenen Tempel für den ersten Elefanten Airavata erhalten. Der Tempel vom Ende des 12. Jahrhunderts ist eine kleinere Replik des Brihadisvara von Thanjavur. Die Räder eines Tempelwagens ragen an einer seitlich angebauten offenen Säulenvorhalle heraus. Auch hier befinden sich Elefanten daneben, die mit ihren Rüsseln ein Treppengeländer bilden.
Der berühmteste Tempel, der in seiner Gesamtheit als Himmelswagen vorgestellt wird, ist der Surya-Tempel von Konarak aus dem 13. Jahrhundert, südöstlich von Bhubaneswar an der Küste gelegen. Die hiesige Ganga-Dynastie dürfte das Motiv des Tempels als Ratha von den Chola entlehnt haben. Der Wagen des Sonnengottes wurde durch noch teilweise erhaltene angeschirrte Pferde und 24 plastische Speichenräder an den Vorsprüngen rund um die hohe Sockelzone aus Sandstein symbolisiert.
Bestimmte Bauformen wurden über die gesamte Geschichte der indischen Tempelarchitektur beibehalten. Die in den ursprünglichen Materialien Bambus, Holz und gebrannter Ziegel erstmals in bauliche Formen gebrachten geistigen Grundlagen wurden zusammen mit diesen Formen in den späteren Stein übernommen. Der uralte Weltenbaum, zur Zeit der Veden ein hölzerner Pfosten, wurde der indischen Kosmogonie entsprechend zum steinernen Weltberg. Die Materialverwandlung funktioniert wegen der prinzipiell selben Bedeutung.
Die Prozession als Erneuerungsritual hat noch einen Aspekt: Aus der Lust zur Verwandlung und der Freude an immer neuen Formen wurden die Tempel nicht nur weiter ausgeschmückt – ihnen wurden Räder verliehen, um den schweren Stein symbolisch zu bewegen. In einer weiteren Verwandlung zurück wurden aus den hölzernen Wagen wieder Tempel aus Stein. Es ist die Nachahmung als Spielerei, wie bei den immer kleiner werdenden Miniaturtempelformen auf den Stockwerksdächern südindischer Tempel. Vom 14. bis 16. Jahrhundert gab es das südindische Vijayanagara-Reich mit seiner Hauptstadt beim heutigen Dorf Hampi. In der „Stadt des Sieges“ wurde die größte Anzahl an Tempeln auf einem Raum gebaut und im eigenen Stil detailreich verziert. Die von den Cholas vorgegebene Höhe der Tempeltürme wurde übertroffen. Im Nordteil der einst 26 km² großen Stadt steht der Vitthala-Tempel. Die Gesamtanlage gilt als die schönste und schmuckreichste der Stadt. In der Längsachse vor dem Vishnu geweihten Haupttempel steht ein kleiner Schrein für dessen Reittier Garuda. Es ist ein freistehender, originalgetreu von der hölzernen Form in Stein übertragener Ratha.

## Ratha als Bezeichnung für Vorsprünge an einem Tempelturm
Hauptartikel: Ratha (Architektur)
Im Gegensatz zum südindischen ist der nordindische Tempelturm (Shikhara oder rekha deul) vertikal strukturiert. Durch Vor- und Rücksprünge entsteht aus der ursprünglich ungegliederten Rechteckform ein treppenartig aufgelöster Grundplan. Aus diesem Grundplan wurden seit dem 6. Jahrhundert pilasterähnliche Vorsprünge nach oben geführt und bienenkorbförmig gekrümmt zur Spitze geleitet (siehe auch urushringas). Tri-, Pancha-, Sapta- oder Nava-Ratha bedeutet, dass die Wandfläche durch drei, fünf, sieben oder neun Vorsprünge gegliedert ist. Eine steigende Anzahl Vorsprünge ergibt einen immer runder werdenden Baukörper. Frühe Tempel bis etwa zum 10. Jahrhundert waren zumeist vom Tri-Ratha-Typ, danach vom Pancha-Ratha-Typ. Mit noch mehr Vorsprüngen wurde zur Zeit der Östlichen Ganga-Dynastie im 13. Jahrhundert in Odisha gebaut.
Die Entwicklung vollzog sich von der Kulthöhle über den Freibautempel mit flachem Steinbalkendach raumgreifend zu immer steileren Dachaufbauten. Vielleicht war die Bewegungsrichtung nach oben namensgebend: dann sind die schweren Pfeiler und Vorsprünge aus dem Innern der Kulthöhle herausgefahren.